# Aangever

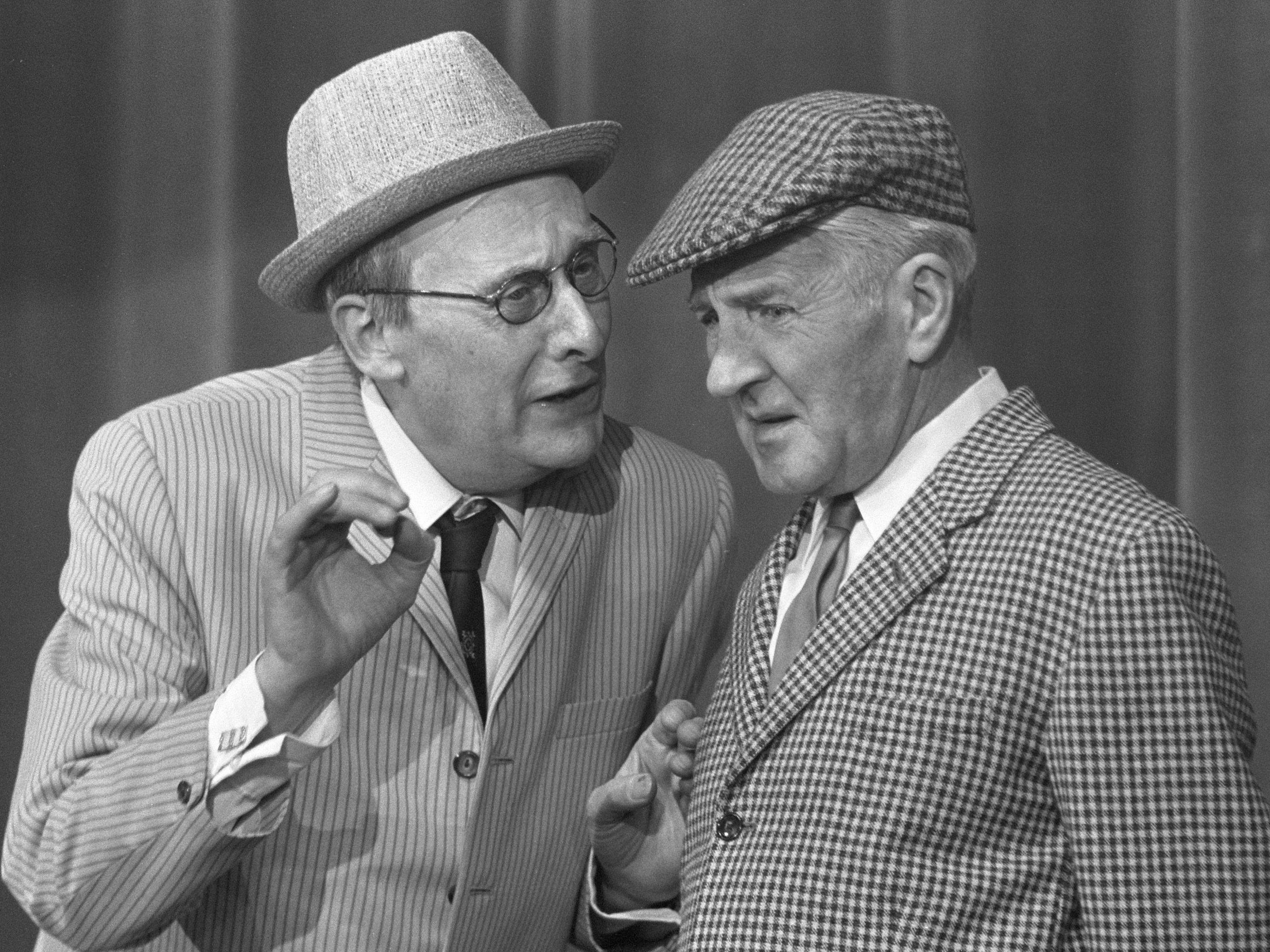
Aangever Piet Muijselaar (links) en Willy Walden (1969)

Een aangever is doorgaans de ernstige acteur binnen een komisch gezelschap. 

## Definitie
Hij geeft de grappen aan, opdat de andere komiek ze kan afmaken door de clou te vertellen. Terwijl zijn comedypartner zich excentriek of lachwekkend gedraagt blijft de aangever ernstig. Hij gedraagt zich zoals een normaal iemand zou reageren op de situaties die de 'grappigere' comedypartner creëert. Naarmate de sketch vordert kan de aangever gefrustreerd raken en steeds bozer worden over alles wat de andere zegt en doet. Hierdoor komen de grappen dan ook beter over. De aangever geeft de komiek een reden om zijn grappen te maken. 

## Bekende aangevers
- Bud Abbott
- George Burns (t.o.v. Gracie Allen)
- Rijk de Gooyer
- Suzy Marleen
- Dean Martin
- Leo Martin
- Zeppo Marx
- Piet Muijselaar
- Frans van Dusschoten
- René van Vooren
- Luc Verschueren
- Ernie Wise
- Bert van Bert en Ernie